# Unorthodox
Unorthodox (conocida como Poco ortodoxa en Hispanoamérica y por su título original en España) es una miniserie dramática de televisión web germano-estadounidense que debutó en la plataforma de streaming Netflix el 26 de marzo de 2020. 
La serie se inspiró y se basa libremente en la autobiografía de Deborah Feldman «Unorthodox: The Scandalous Rejection of My Hasidic Roots», de 2012. Fue coproducida por las compañías Real Film Berlin y Studio Airlift, distribuida por Netflix, producida por Alexa Karolinski, escrita por Anna Winger, Alexa Karolinski y Daniel Hendler, dirigida por Maria Schrader y filmada en Berlín. Sus actores protagónicos son Shira Haas, Amit Rahav y Jeff Wilbusch.
La serie cuenta la historia de una joven que se liberó de la comunidad religiosa judía ultraortodoxa de la comunidad Satmar, en Nueva York, y comenzó una nueva vida en Berlín.
Es la primera serie de Netflix que está hablada principalmente en ídish. Consta de cuatro episodios de aproximadamente 55 minutos cada uno.

## Sinopsis
Esther "Esty" Schwartz, una mujer de 19 años, huye de su matrimonio arreglado y de la comunidad judía ultraortodoxa jasídica Satmar en Williamsburg, Brooklyn, Nueva York, a la que pertenece en búsqueda de su propio sentido de identidad. Se muda a Berlín, donde vive su madre ausente desde su infancia, e intenta navegar por una vida secular. Conoce a un grupo de estudiantes de música de diferentes países, se hace amiga de ellos y decide ingresar en el conservatorio de música. Su esposo Yakov Shapiro, quien descubre que Esty está embarazada, viaja a Berlín con Moshe, su primo, por orden de su rabino, para tratar de encontrarla y retornarla a la comunidad.

## Producción
La serie se inspiró y se basa libremente en las memorias «Unorthodox: The Scandalous Rejection of My Hasidic Roots» (Poco ortodoxa: El escandaloso rechazo de mis raíces jasídicas), de Deborah Feldman, quien dejó el movimiento Satmar, una comunidad jasídica en la ciudad de Nueva York.
Feldman se acercó a las guionistas Winger y Karolinski para convertir su autobiografía en una serie de televisión. Asumieron el proyecto en parte porque la historia se mezcló con varios temas de interés mutuo, especialmente, sobre los desafíos de ser judío en Alemania. Como Feldman es una figura pública, los escritores se desviaron de su vida, creando secuencias ficticias en Berlín, aunque se basaron en los flashbacks del libro original.
Uno de los primeros contratados fue el actor y especialista en idish Eli Rosen, quien tradujo los guiones, entrenó a los actores, ayudó con los detalles culturales e interpretó al rabino.
Los protagonistas realizaron un trabajo exhaustivo en la exigencia de hablar idish. Elegido en Alemania, Jeff Wilbusch fue el único entre los cuatro actores principales en ser un hablante nativo de idish de la comunidad Satmar (a través del barrio Mea Shearim de Jerusalén).
El equipo de producción realizó dos viajes de investigación de tres días al barrio de Williamsburg en Brooklyn, recorrieron edificios y se reunieron con la comunidad judía de Satmar, donde se desarrolla parte de la historia.
La filmación comenzó en Nueva York y luego se trasladó a Berlín en el verano de 2019. El diseñador de producción construyó decorados interiores en CCC Filmstudios que se sincronizaban con los exteriores de Brooklyn. Las ubicaciones de Berlín incluyen la Potsdamer Platz, que sirvió como escenario para la academia de música y sus alrededores, y el lago Wannsee (Großer Wannsee).
Todas las tomas interiores fueron grabadas en los Estudios CCC en Eiswerder en Spandau, una rectoría en Reinickendorf y un salón de baile palestino en Moabit. El museo de instrumentos musicales de la Filarmónica sirvió de telón de fondo para el conservatorio de música.
Para los diseñadores de producción y vestuario, el proyecto presentó el desafío de crear una película de época ambientada en la actualidad, con el personaje principal en transición gradual entre ellos. La filmación de la boda en dos días fue una tarea compleja que involucró a unos cien extras que tuvieron que representar con precisión una celebración cultural matizada. "La broma en el programa fue que los hombres necesitaban mucho más cabello y maquillaje que las mujeres", dijo Winger. La diseñadora de vestuario Justine Seymour obtuvo parte de la ropa en Williamsburg, pero no los costosos sombreros de piel, shtreimels, que fueron fabricados por una compañía de teatro de Berlín utilizando pieles falsas en lugar de visones.
En la serie se hablan inglés, idish y alemán. Esta serie es la primera producción en idioma idish de Netflix.
En el último episodio, la protagonista interpreta dos canciones: primero “An die Musik”, de Schubert, y luego "Mi Bon Siach".
Netflix lanzó un documental de 20 minutos, Poco ortodoxa: Detrás de cámaras (Making Unorthodox), que narra el proceso creativo y la filmación de la serie. Se presentan comentarios de Feldman sobre la historia.

## Elenco
- Shira Haas como Esther "Esty" Shapiro[42]
- Jeff Wilbusch como Moishe Lefkovitch
- Amit Rahav como Yanky Shapiro
- Alex Reid como Leah Mandelbaum
- Ronit Asheri como Malka Schwartz
- Gera Sandler como Mordechai Schwartz
- Dina Doron como la abuela de Esty ("Bubbe")
- Aaron Altaras como Robert
- Tamar Amit-Joseph como Yael Roubeni
- Aziz Deyab como Salim
- David Mandelbaum como Zeidy
- Delia Mayer como Miriam Shapiro
- Felix Mayr como Mike
- Eli Rosen como Rabino Yossele
- Safinaz Sattar como Dasia
- Langston Uibel como Axmed
- Isabel Schosnig como Nina Decker
- Laura Beckner como Vivian Dropkin
- Harvey Friedman como Symcha Shapiro
- Lenn Kudrjawizki como Igor
- Yousef 'Joe' Sweid como Karim Nuri
- Catnapp como cantante en el club de Berlín

## Recepción
Para James Poniewozik del The New York Times, Poco ortodoxa (Unrthodox) es la historia de la huida de una mujer de una sociedad que considera sofocante e insostenible. 
Y según los medios, para el público «es una historia de superación personal de la protagonista en donde los valores como la fuerza interior, el poder de la música, la libertad de elección, la autonomía sobre el cuerpo y la tenacidad serán puestos en práctica».
«Dirigida por Maria Schrader, esta serie fue ejecutada brillantemente, bien interpretada y lo suficientemente estimulante como para mantenerme entretenido durante la segunda semana de cuarentena», según la opinión de Amanda Landwehr, quien además considera que: "Poco ortodoxa cuestiona la fe, la tradición, la autoliberación y el trauma de una manera realmente cautivadora de ver".
Otros han expresado «Entre su interpretación, el retrato de la comunidad judía ultraortodoxa y el arco de liberación de la protagonista que te tiene bien agarrado como espectador, Unorthodox es la clase de serie que ves y automáticamente recomiendas a las personas de tu alrededor».
La crítica alabó además el trabajo de Shira Hass como Esty.
Han aparecido diversidad de artículos en los medios explicando las características del judaísmo ultraortodoxo, y las diferencias entre ficción y realidad de los hechos sucedidos al personaje de Etsy y Deborah Feldman.
Tres días después de su lanzamiento, la serie obtuvo una puntuación del 94 % en el sitio web especializado Rotten Tomatoes, basado en 18 revisiones recopiladas.
Varios medios la consideran la mejor serie del 2020.

## Premios y nominaciones
La serie fue nominada en ocho categorías del premio Emmy, de las cuales obtuvo dos.
| Año  | Premio                 | Categoría | Resultado |
| ---- | ---------------------- | --- | --------- |
| 2020 | Primetime Emmy         | Mejor dirección - Miniserie, telefilme o especial dramático: Maria Schrader                                                | Ganadora  |
| 2020 | Primetime Emmy         | Mejor actriz - Miniserie o telefilme: Shira Haas                                                                           | Nominada  |
| 2020 | Primetime Emmy         | Mejor miniserie: Anna Winger, Henning Kamm, Alexa Karolinski y Netflix                                                     | Nominada  |
| 2020 | Primetime Emmy         | Mejor casting en una miniserie, telefilme o especial: Esther Kling, Vicki Thomson, Maria Rölcke, Cornelia Mareth y Netflix | Nominada  |
| 2020 | Primetime Emmy         | Mejor guion - Miniserie, telefilme o especial dramático: Anna Winger                                                       | Nominada  |
| 2020 | Primetime Emmy         | Mejor composición musical en una miniserie, telefilme o especial: Antonio Gambale                                          | Nominada  |
| 2020 | Primetime Emmy         | Mejor música del tema principal: Antonio Gambale                                                                           | Nominada  |
| 2020 | Primetime Emmy         | Mejor vestuario en una miniserie, telefilme o especial: Justine Seymour, Simone Kreska y Barbara Schramm                   | Nominada  |
| 2020 | Deutscher Fernsehpreis | Mejor producción y/o diseño de vestuario: Silke Fischer y Justine Seymour                                                  | Ganadora  |
| 2020 | Deutscher Fernsehpreis | Mejor actriz: Shira Haas                                                                                                   | Nominada  |
| 2020 | Deutscher Fernsehpreis | Mejor miniserie | Nominada  |
| 2020 | Gold Derby             | Mejor actriz de miniserie: Shira Haas                                                                                      | Nominada  |
| 2020 | ReFrame                | Top 100 Popular Television (2019-2020)                                                                                     | Ganadora  |